# (73163) 2002 GK152
(73163) 2002 GK152 – planetoida z pasa głównego asteroid okrążająca Słońce w ciągu 4,44 lat w średniej odległości 2,7 j.a. Odkryta 12 kwietnia 2002 roku.